# Maurício Destri
Maurício Alves Destri (Criciúma, 3 de setembro de 1991) é um ator brasileiro.

## Biografia
Destri nasceu em Criciúma, Santa Catarina. Durante a adolescência mudou-se para São Paulo, onde pretendia fazer teatro. Enquanto frequentava o curso de teatro do "Instituto de Arte e Ciência (Indac)", entregava panfletos e fazia pesquisas. Ao participar da brigada de garçons do restaurante Spot foi convidado pelo produtor de elenco da rede.

## Carreira
Destri já integrou o elenco de seis novelas na Rede Globo. Sua trajetória na emissora começou em 2011, quando aceitou a responsabilidade de viver o príncipe Dom Inácio, em Cordel Encantado, em seguida, realizou o sonho de infância de atuar em Malhação, interpretando Kiko, um ator deslumbrado. Em 2013, Maurício protagonizou o curta-metragem Antes de Palavras. No mesmo ano, interpreta Vinny Rabelo em Sangue Bom, filho de Damáris (Marisa Orth) e Wilson (Marco Ricca). Em 2015 interpreta Benjamin, seu primeiro protagonista em I Love Paraisópolis, ao lado de Bruna Marquezine. Em 2016 vive seu primeiro vilão, Ciro na primeira fase da novela A Lei do Amor. Em 2018 entrou no elenco de Orgulho e Paixão, interpretando Camilo Bittencourt, um 'príncipe' solitário do Vale do Café.

## Filmografia

### Televisão
| Ano       | Título              | Personagem                                             | Nota                        |
| --------- | ------------------- | ------------------------------------------------------ | --------------------------- |
| 2011      | Cordel Encantado    | Infante Dom Inácio Avignon de Toledo de Seráfia do Sul |                             |
| 2012      | Malhação Conectados | Kiko Freitas                                           | Temporada 19                |
| 2013      | Sangue Bom          | Vinícius Carmim Rabello (Vinny)                        |                             |
| 2015      | I Love Paraisópolis | Benjamin de Albuquerque Brenner                        |                             |
| 2016      | A Lei do Amor       | Ciro Noronha (jovem)                                   | Episódios: "3–7 de outubro" |
| 2017      | Os Dias Eram Assim  | Leon                                                   |                             |
| 2018      | Orgulho e Paixão    | Camilo Bittencourt                                     |                             |
| 2022-2025 | Rensga Hits!        | Enzzo Gabriel                                          |                             |
| 2024      | Luz                 | Professor Gael Sanches                                 |                             |

### Cinema
| Ano  | Título            | Personagem | Nota           |
| ---- | ----------------- | ---------- | -------------- |
| 2013 | Antes de Palavras | Célio      | Curta-metragem |

### Videoclipe
| Ano  | Canção   | Artista                 |
| ---- | -------- | ----------------------- |
| 2017 | "Flutua" | Johnny Hooker e Liniker |

## Teatro
| Ano  | Peça                                                                           | Personagem     |
| ---- | ------------------------------------------------------------------------------ | -------------- |
| 2009 | A Força da Vida                                                                |                |
| 2009 | O Santo e a Porca                                                              |                |
| 2009 | Seis personagens à procura de um autor                                         |                |
| 2010 | A Vida de Galileu                                                              |                |
| 2014 | O Despertar da Primavera                                                       | Moritz Stiefel |
| 2019 | Erêndira: A Incrível e Triste História de Cândida Erêndira e Sua Avó Desalmada | Ulisses        |

## Discografia

### Trilha Sonora
| Ano  | Título         | Outro(s) artista(s) | Álbum                               | Videoclipe |
| ---- | -------------- | ------------------- | ----------------------------------- | ---------- |
| 2022 | "Réu Primário" | —                   | Rensga Hits! Trilha Sonora Original | —          |

## Prêmios e indicações
| Ano  | Prêmio               | Categoria                                 | Trabalho indicado                                                              | Resultado |
| ---- | -------------------- | ----------------------------------------- | ------------------------------------------------------------------------------ | --------- |
| 2015 | Meus Prêmios Nick    | Gato do Ano                               | I Love Paraisópolis                                                            | Indicado  |
| 2015 | Prêmio F5            | Gato do Ano                               | I Love Paraisópolis                                                            | Venceu    |
| 2015 | Melhores do Ano      | Melhor Ator Revelação                     | I Love Paraisópolis                                                            | Indicado  |
| 2015 | Capricho Awards      | Ator Nacional                             | I Love Paraisópolis                                                            | Indicado  |
| 2015 | Capricho Awards      | Troféu Pegação (com Bruna Marquezine)     | I Love Paraisópolis                                                            | Indicado  |
| 2015 | Capricho Awards      | Colírio Nacional                          | I Love Paraisópolis                                                            | Indicado  |
| 2016 | Troféu Internet      | Revelação do Ano                          | I Love Paraisópolis                                                            | Indicado  |
| 2016 | Prêmio Febre Teen    | Melhor Ator Nacional                      | I Love Paraisópolis                                                            | Indicado  |
| 2021 | Prêmio Bibi Ferreira | Melhor Ator Coadjuvante em Peça de Teatro | Erêndira: A Incrível e Triste História de Cândida Erêndira e Sua Avó Desalmada | Pendente  |